# Cal Lampley
Cal Lampley, rodným jménem Calvin Douglas Lampley (4. března 1924 – 6. července 2006) byl americký hudební producent, skladatel a klavírista.
Studoval na North Carolina Agricultural and Technical State University v Greensboru a během druhé světové války sloužil v armádě. Později se usadil v New Yorku, kde studoval kompozici a hru na klavír na hudební škole Juilliard School. Kariéru hudebníka zahájil v roce 1950, ale brzy poté začal pracovat pro Columbia Records a později se stal hudebním producentem. Během své kariéry spolupracoval s mnoha hudebníky, mezi které patří například Miles Davis, Art Blakey, Dave Brubeck, Nina Simone nebo Mahalia Jackson. Zemřel v roce 2006 ve věku 82 let.